# 辰巳富吉
辰巳 富吉（たつみ とみきち、1878年（明治11年）11月18日 - 1959年（昭和34年）11月19日）は、大日本帝国陸軍軍人。最終階級は陸軍少将。功四級。

## 経歴・人物
石川県出身。1898年（明治31年）陸軍士官学校第10期卒業。
1921年（大正10年）6月に函館連隊区司令官に任官、翌月、陸軍歩兵大佐に昇進。 
その後、1923年（大正12年）8月に歩兵第28連隊長、1926年（大正15年）3月2日 陸軍少将・台湾守備隊司令官を経て、1927年（昭和2年）7月に待命、同年12月に予備役に編入した。     
1947年（昭和22年）11月28日、公職追放仮指定を受けた。

## 栄典
位階
- 1902年（明治35年）2月20日 - 従七位[4]

勲章等
- 1940年（昭和15年）8月15日 - 紀元二千六百年祝典記念章[5]